# Peter Stevens
Peter Stevens, född 1943, är en brittisk bildesigner.
Stevens studerade design vid Royal College of Art. Under sitt yrkesliv har han arbetat för bland andra Lotus Cars och MG Rover Group.